# Guillem Ramon de Montcada i de Pinós
Guillem Ramon de Montcada i de Pinós (1279 ca. – 1328), va ser un diplomàtic i militar català que s'establí a Sicília.

## Biografia
Exponent d'una dinastia d'antic llinatge nobiliari, presumiblement va néixer cap al 1279, de Pere († 1300), II baró d'Aitona i senescal de Barcelona, i d'Elisenda de Pinós i Canet dels senyors de Pinós, dels quals era el segon fill. Era germà d'Elisenda de Moncada, esposa del rei Jaume II d'Aragó, i de Pietro di Moncada, bisbe de Siracusa.
Setè d'aquest nom de l'antiga branca catalana de la Moncada, i lleial a la Corona d'Aragó, el 1296 fou enviat a Tunis per a l'expedició aragonesa a Àfrica, i el 1297 a Calàbria, on juntament amb altres dirigents catalans com Blasco Alagón i Guglielmo Galcerando de Cartellà, va formar part de les forces aragoneses que assetjaven Catanzaro, que van derrotar aquells angevins dirigits per Roger de Llúria. L'any 1298 va arribar a Sicília, marcada pels aldarulls provocats per la revolta de les Vespres Sicilianes que havia esclatat el 1282 contra els governants angevins. Malgrat la relació familiar que el lligava al rei Jaume II, contrari a la intervenció aragonesa a l'illa, Moncada va fer costat al seu germà Frederic III d'Aragó, que en canvi va donar suport als rebels sicilians en l'expulsió dels angevins: Aragó li va confiar el comandament de les seves forces a Trapani i més tard a Messina, i va lluitar al seu costat a la batalla de Capo d'Orlando contra Jaume II.
L'any 1301, va tornar a ser a Tunis on se li va donar el comandament de les milícies cristianes del governant Haàside. Destituït per Jaume II, que va nomenar Berenguer de Cardona en el seu lloc, va tornar a Sicília, on arran de la pau de Caltabellotta de 1302, els angevins foren expulsats de l'illa, i s'hi va establir el domini aragonès. Frederic d'Aragó, que esdevingué rei de Trinacria, com a recompensa pel seu suport en les guerres contra els angevins, el 23 de febrer de 1303, li va concedir tots els ingressos de la Cúria Reial procedents de la terra i de les finques i pertinences de Troina, sota el règim de servei militar, i el 27 d'abril de 1306, la renda anual de 300 unces, incloses les 50 unces que es gaudien a Troina, amb l'obligació militar de 15 cavalls armats.
El sobirà aragonès li va donar en matrimoni la noble Luquina d'Alagó de Malta, filla de Guglielmo, a qui es va unir cap al 1308 i amb qui va tenir cinc fills. El matrimoni li va comportar les illes de Malta i Gozo, i els llogarets de Bulfida, Scordia Soprana, Gilermo i Murgo. Malta i Gozo, a petició de la Corona, foren retornats a la Cúria i el 23 de març de 1319 Moncada obtingué a canvi la castellania de la terra d'Augusta i les rendes d'aquesta terra degudes a la Cúria, el castell i la terra d'Altavilla, el llogaret de Melilli i, a més, els ingressos de 100 unces per any sobre els ingressos de Caltagirone.
L'any 1324, el rei d'Aragó li va enviar la carta de perdó per haver-se oposat a ell en la guerra de les Vespres a Sicília, i el mateix any, el príncep hereu Alfons IV d'Aragó el va nomenar procurador de les seves terres de la Xixona al Regne de València. L'any 1328, el rei el substituí al seu despatx per Guillem de Cervellò. Tornant a Sicília el mateix any, hi va morir poc després.
Va tenir els següents fills del seu matrimoni amb Luquina d'Alagó de Malta:
- Guillem Ramon († 1348), que es va casar amb Margherita Sclafani d'Incisa, filla de Matteo, comte d'Adernò, amb qui va tenir tres fills;
- Pietro, senyor de Bulfida († abans del 1355), anomenat Perricone, casat amb una noble anomenada Contessa, de la qual es desconeix el llinatge, de qui només va tenir una filla, Luquina, que era la dona de Manfredi Alagona, baró de Vizzini ;
- Simone, senyor de Bivona († abans de 1345), que es va casar amb la filla d' Ugone Talach, del qual es desconeix el nom, i de qui va tenir una filla, Elisenda, que era la dona d'Enrico Chiaramonte Palizzi dels comtes de Mòdica;
- Margherita;
- Clara, esposa de Ferrarone d'Abela, baró de San Filippo d'Agira.[9]